# Yang Hui

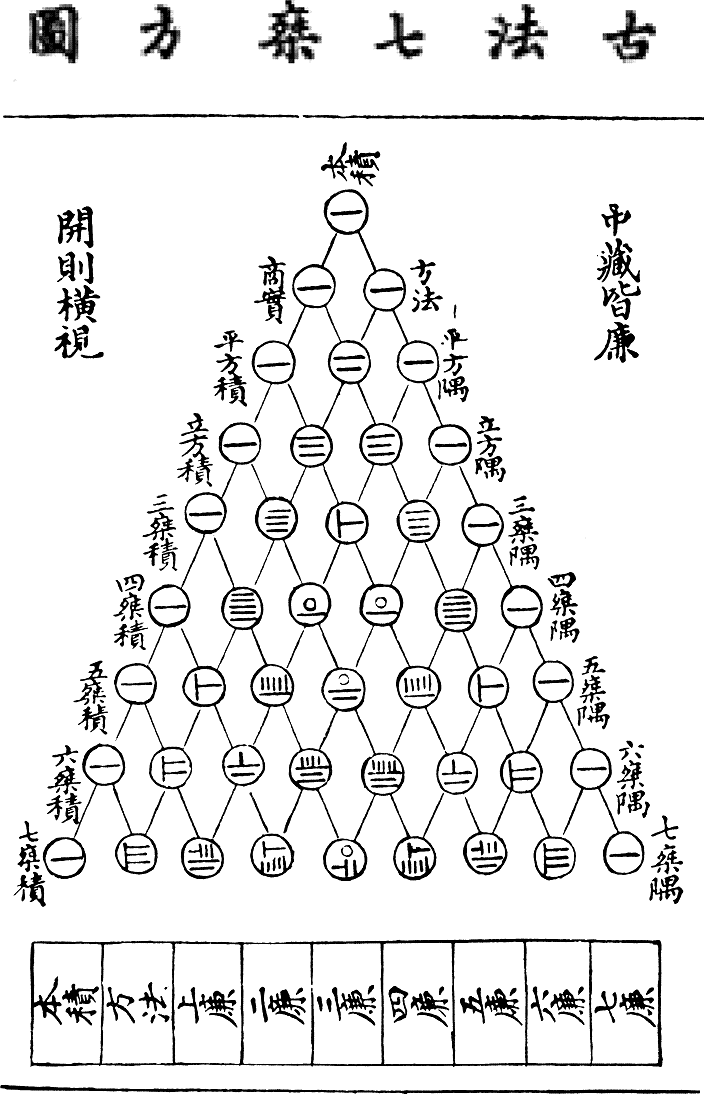
Primeiro desenho do Triângulo de Pascal

Yang Hui (ou 杨辉; 1238 — 1298) foi um matemático Chinês que trabalhou com quadrados mágicos e com o teorema binominal.
Descobriu o triângulo de Yang Hui (mais conhecido como Triângulo de Pascal).